# Adamo Tadolini
Adamo Tadolini (Bolonia, 21 de diciembre de 1788 – Roma, 16 de febrero de 1863) fue un escultor italiano. De  familia de escultores, estudió en Roma con Giacomo de María y con el escultor neo-clásico Antonio Canova con quien se halla hermanado en estilo.

## Biografía

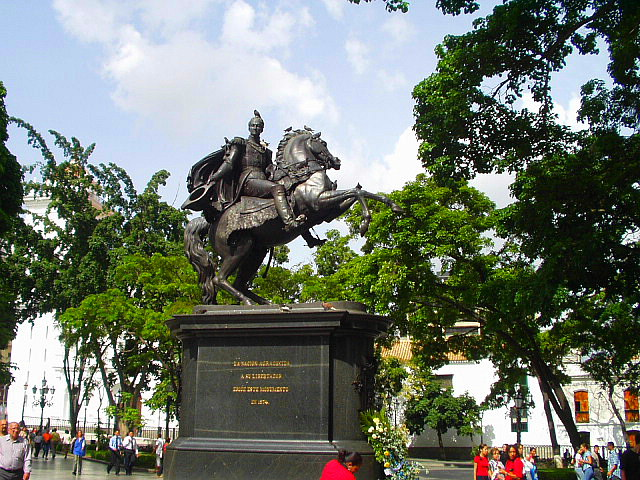
Estatua de Bolívar en la Plaza Bolívar (Caracas) por Adamo Tadolini

Adamo nació en Bolonia a una familia de escultores, descendiendo de su abuelo Petronio Tadolini (1727–1813).
De 1808 a 1813 asistió a la Accademia di Belle Arti en Bolonia bajo la dirección de Giacomo De Maria (1762–1838). En 1813 Adamo ganó un premio de escultura otorgado por el Accademia Curlandese, con un relieve de terracota que muestra a Venus y Eneas llevando armas. Ganó una beca de cuatro años a Roma. Durante su beca creó una estatua de yeso de Ajax maldiciendo a los Dioses. Atrajo la atención del famoso Antonio Canova y fue invitado a trabajar en su estudio. Trabajó allí hasta 1822 cuando Canova le ayudó a instalar su estudio propio en Via del Babuino 150 en Roma, el cual existe hasta ahora bajo el nombre de Museo Canova-Tadolini siendo una propiedad de su familia con una gran colección sobre su trabajo.
Sus hijos Scipione Tadolini (1822–1892) y Tito Tadolini (1828–1910) trabajaron con él y Scipione tomó en propiedad el estudio a la muerte de Adamo. El estudio más tarde pasó a propiedad de Giulio Tadolini (1849–1918) y finalmente de su nieto Enrico Tadolini (1888–1967).

## Trabajos principales
- Venus y Cupido (1816)

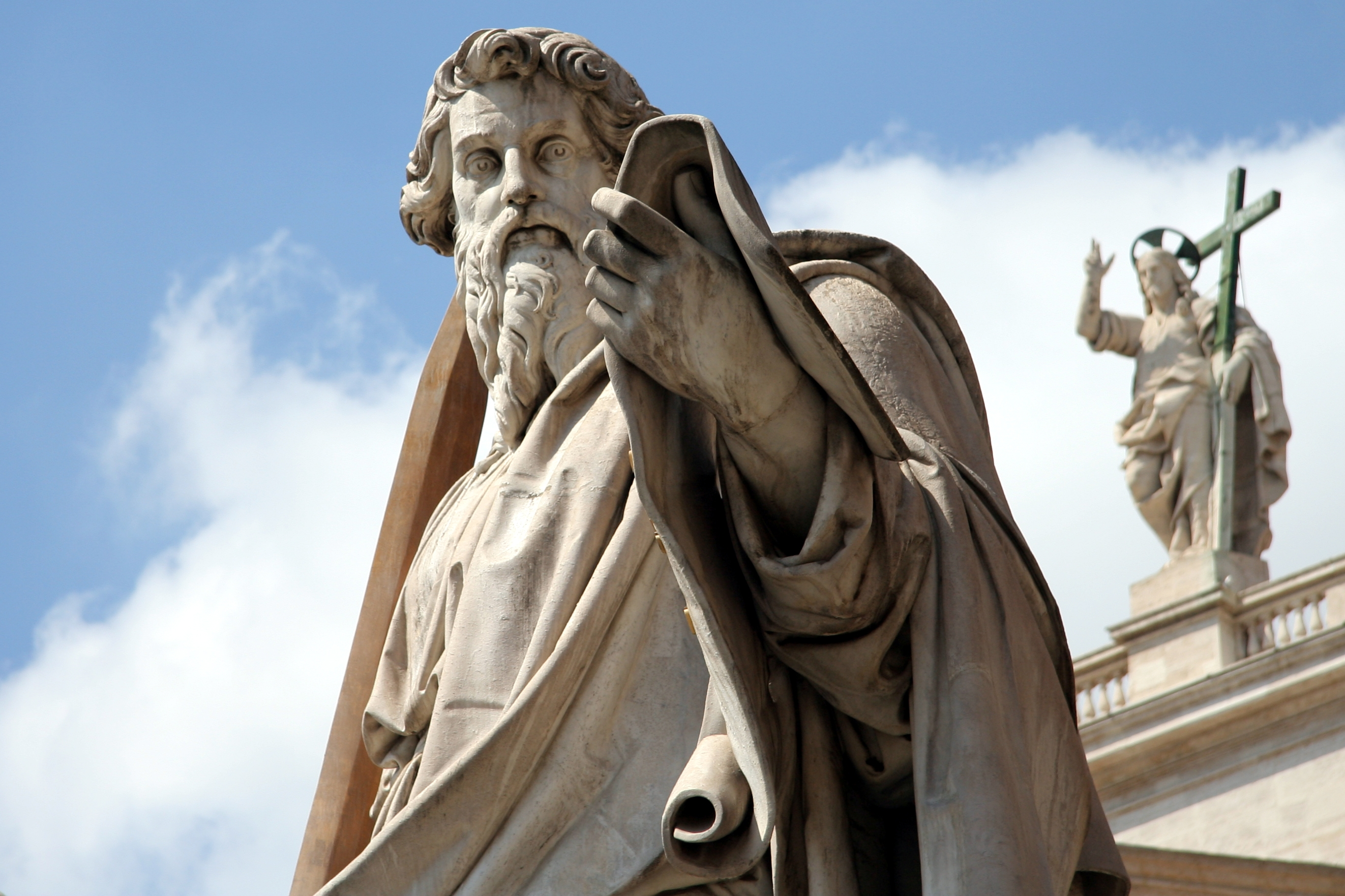
Estatua de San Pedro, en Roma

- Busto de Clotilde Tambroni en su tumba en la Cartuja de Bolonia (1818)
- Estatua de mármol de Ganímedes y el águila en Chatsworth House (1823)
- Hebe, en el Museo del Prado (1825)[2]
- Monumento de mármol a Monsignor Alessandro Buttaoni en la Iglesia de S. Croce e Bonaventura dei Lucchesi en Roma (1826)
- La "Habitación Bacchante" en la Galería Borghese
- Ganímedes y el águila en el Museo del Hermitage, San Petersburgo[3]
- Copia de mármol de la estatua de Pauline Borghese, de Canova
- Estatua de san Marino en la Basílica de San Marino (1830)
- Estatua de mármol de Pablo de Tarso en la plaza de San Pedro en el Vaticano (1838), probablemente el más conocido de sus trabajos
- Monumento de mármol a Palmira Pulieri Petracchi y Enrico Pulieri en la iglesia de Santissime Stimmate di San Francesco en Roma (1844)
- Estatua del rey David en Piazza Mignanelli en Roma
- Estatua de san Robert Bellarmine en la iglesia del Gesù, Roma
- Estatua de san Francisco de Sales en la Basílica de San Pedro, en el Vaticano, Roma (1849), por encargo del rey Carlos Alberto
- Estatua de bronce de Simón Bolívar, del Monumento a Simón Bolívar en la Plaza Bolívar, Lima, Perú (1850s)
- Busto del cardenal Alessandro Lante Montefeltro della Rovere en la catedral de Bolonia (1858)
- Estatua de Simón Bolívar en la Plaza Bolívar, Caracas, Venezuela (1874)